# Ариан (ракеты)
«Ариан» (фр. Ariane — от французского варианта написания мифологического персонажа Ариадны) — семейство космических ракет-носителей Европейского космического агентства (ЕКА), предназначенных для вывода на низкие, средние и геостационарные орбиты космических аппаратов различного класса (в том числе групп КА).
Носители «Ариан» были разработаны и успешно используются спустя значительное время после первой попытки конца 1960-х — начала 1970-х годов создания консорциумом ELDO общеевропейских носителей «Европа», программа разработки которых была прекращена после серии неудачных запусков.
Создание этих носителей было инициировано и в наибольшей мере осуществлено Францией, в их разработке участвовали многие ведущие космические компании Европы — Aérospatiale, Matra Marconi Space, Alenia, Spazio, DASA и др. Производство носителей осуществляется в Тулузе во Франции, запуски — с космодрома Куру во Французской Гвиане. В 1979 г. с Куру была запущена первая европейская ракета-носитель «Ариан». Уже было осуществлено 216 успешных запусков ракет данной серии.

## Модификации
В семействе РН «Ариан» были разработаны следующие ракеты:
- «Ариан-1», лёгкого класса, первый успешный запуск 24 декабря 1979 года,
- «Ариан-2», среднего класса, первый успешный запуск 20 ноября 1987 года (первый запуск 30 мая 1986 года окончился неудачей)
- «Ариан-3», среднего класса, первый успешный запуск 4 августа 1984 года,
- «Ариан-4», среднего класса, первый успешный запуск 15 июня 1988 года,
- «Ариан-5», тяжёлого класса, первый успешный запуск 30 октября 1997 года (первый запуск 4 июня 1996 года окончился неудачей).
  - Список пусков ракет-носителей «Ариан-5»

### Ариан-6
Эксплуатация носителей первых четырёх моделей была прекращена. Проект перспективного крылатого многоразового носителя «Ариан-6» (FLTP) рассматривался в 1999—2002 годах, но не был утверждён к реализации.
В декабре 2014 года страны Европейского Союза договорились начать работу по созданию ракеты нового поколения — «Ариан-6».
В текущее время разрабатывается РН средне-тяжёлого класса «Ариан-6», первый полёт которой состоялся 9 июля 2024 года.
Максимальные по возможностям модификации ракеты-носителя «Ариан-5» способны выводить на низкие орбиты до 21 тонны груза, а на переходную к геостационарной — до 10,5 т.

### Ариан-7
Основная статья: Ариан Next
«Ариан-7» (также «Ариан-Некст») — концепция ракеты на метане многоразового использования. Используются жидкостные двигатели «Прометей», изготовленные с использованием 3D-печати. В рамках подготовки к «Ариан-7» планируется исследовательская программа по посадке ракет, которая будет осуществляться с помощью меньшей исследовательской ракеты «Каллисто». «Ариан-7» может быть введена в эксплуатацию в конце 2020-х годов.

## Участие ракет в проектах
В своих различных версиях ракеты «Ариан» присутствовали в нескольких программах, таких как:
- Hispasat (европейский)
- ИНМАРСАТ
- Хитэн (японский)
- КОСЕСАСАТ (корейский)
- SAC[исп.] (аргентинский)